# Ina-Yoko Teutenberg
Ina-Yoko Teutenberg (Düsseldorf, 28 ottobre 1974) è un'ex ciclista su strada tedesca.
Professionista dal 1999 al 2013, è una delle atlete più vittoriose nella storia del ciclismo femminile, avendo ottenuto più di 200 successi in carriera. È sorella dei ciclisti Lars Teutenberg e Sven Teutenberg.

## Carriera
Si avvicina al ciclismo seguendo le orme dei due fratelli Lars e Sven: comincia a gareggiare all'età di sei anni, e a sette anni coglie già le prime vittorie. Da juniores, nel 1990, si laurea campionessa mondiale in linea di categoria.
Specialista delle volate, debutta tra le Elite nel 1991 e nel professionismo nel 1999. In carriera ha ottenuto più di 200 vittorie: tra queste ventuno tappe al Tour de l'Aude, tredici al Giro d'Italia, sei alla Route de France, quattro successi alla Liberty Classic di Filadelfia, due titoli nazionali in linea, un Giro delle Fiandre, oltre alla medaglia di bronzo in linea ai campionati del mondo di Copenaghen nel 2011.
Con la Specialized-Lululemon, la sua ultima squadra, si è aggiudicata il titolo iridato della cronometro a squadre ai mondiali 2012 di Valkenburg. Si è ritirata dall'attività al termine del 2013, dopo aver saltato gran parte della stagione a causa di un infortunio rimediato in primavera.

## Palmarès
- 1990 (Juniores)

4ª tappa International Wettkampfserie Chemnitz
Campionati del mondo, Prova in linea Juniores
- 1991 (due vittorie)

4ª tappa Trois Jours de Vendée
4ª tappa Vuelta a Mallorca
- 1993 (una vittoria)

Rund um Straelen
- 1994 (due vittorie)

Rund um den Donnersberg
6ª tappa Volta a Portugal
- 1995 (quattro vittorie)

2ª tappa Trois Jours de Vendée
2ª tappa, 2ª semitappa Drei Tage van Pattensen
6ª tappa Tour de l'Aude
5ª tappa Thüringen Rundfahrt
- 1996 (cinque vittorie)

1ª tappa Thüringen Rundfahrt
3ª tappa Thüringen Rundfahrt
Classifica generale Thüringen Rundfahrt
1ª tappa Grande Boucle
3ª tappa Grande Boucle
- 1997 (quattro vittorie)

2ª tappa Vuelta a Mallorca
2ª tappa Tour de l'Aude
5ª tappa Tour de l'Aude
4ª tappa Thüringen Rundfahrt
- 1998 (sette vittorie)

1ª tappa Trois Jours de Vendée
2ª tappa Trois Jours de Vendée
Classifica generale Trois Jours de Vendée
5ª tappa Vuelta a Mallorca
4ª tappa International Women's Challenge
4ª tappa Ster Zeeuwsche Eilanden
5ª tappa Holland Tour
- 1999 (Teag-Euregio Egrensis, sette vittorie)

Stausee Rundfahrt - Klingnau
10ª tappa Tour de l'Aude
Prutour International Criterium
7ª tappa International Women's Challenge
12ª tappa International Women's Challenge
1ª tappa Grande Boucle
3ª tappa Grande Boucle
- 2000 (Red Bull Frankfurt, otto vittorie)

Stausee-Rundfahrt - Klingnau
Rund um den Schaeferberg - Berlin
1ª tappa Vuelta a Mallorca
3ª tappa Tour de l'Aude
9ª tappa Tour de l'Aude
8ª tappa International Women's Challenge
9ª tappa International Women's Challenge
5ª tappa Holland Tour
- 2001 (Saturn Cycling Team, sei vittorie)

2ª tappa Sea Otter Classic
4ª tappa Tour of the Gila
10ª tappa International Women's Challenge
13ª tappa International Women's Challenge
3ª tappa Thüringen Rundfahrt
2ª tappa Grand Prix du Québec
- 2002 (Saturn Cycling Team, sette vittorie)

1ª tappa Tour de l'Aude
4ª tappa Tour de l'Aude
6ª tappa Tour de l'Aude
5ª tappa Thüringen Rundfahrt
10ª tappa Grande Boucle
15ª tappa Grande Boucle
3ª tappa Holland Tour
- 2003 (Saturn Cycling Team, nove vittorie)

1ª tappa Redlands Classic
4ª tappa Redlands Classic
4ª tappa Tour of the Gila
5ª tappa Tour de l'Aude
11ª tappa Tour de l'Aude
3ª tappa Nature Valley Grand Prix
1ª tappa Tour de Toona
7ª tappa Tour de Toona
5ª tappa Holland Tour
- 2005 (T-Mobile Team Women, dieci vittorie)

3ª tappa Cascade Classic
5ª tappa Cascade Classic
3ª tappa Nature Valley Grand Prix
2ª tappa Tour de Toona
3ª tappa Tour of the Gila
2ª tappa Redlands Classic
3ª tappa Redlands Classic
Liberty Classic
4ª tappa, 1ª semitappa Holland Tour
Rotterdam Tour
- 2006 (T-Mobile Team Women, dodici vittorie)

4ª tappa Geelong Tour
Geelong World Cup
2ª tappa Tour of New Zealand
3ª tappa Tour of New Zealand
1ª tappa Ronde van Drenthe
5ª tappa Tour de l'Aude
10ª tappa Tour de l'Aude
4ª tappa Tour de Feminin-GP Krásná Lípa
2ª tappa Holland Tour
3ª tappa Holland Tour
Rotterdam Tour
3ª tappa, 2ª semitappa Giro della Toscana-Memorial Fanini
- 2007 (Team High Road Women, dodici vittorie)

2ª tappa Geelong Tour
3ª tappa Geelong Tour
1ª tappa Tour of New Zealand
6ª tappa Tour of New Zealand
2ª tappa Redlands Classic
10ª tappa Tour de l'Aude
Liberty Classic
3ª tappa Ster Zeeuwsche Eilanden
4ª tappa Giro Donne
7ª tappa Giro Donne
4ª tappa Trophée d'Or
5ª tappa Trophée d'Or
- 2008 (Team High Road Women/Team Columbia Women, ventidue vittorie)

3ª tappa Geelong Tour
6ª tappa Tour of New Zealand
Drentse 8 van Dwingeloo
4ª tappa Gracia-Orlová
5ª tappa Tour de l'Aude
8ª tappa Tour de l'Aude
Kasseien Omloop
2ª tappa Ster Zeeuwsche Eilanden
3ª tappa Ster Zeeuwsche Eilanden
Classifica generale Ster Zeeuwsche Eilanden
1ª tappa Giro Donne
2ª tappa Giro Donne
3ª tappa Giro Donne
8ª tappa Giro Donne
Prologo Route de France
1ª tappa Route de France
5ª tappa Route de France
1ª tappa Holland Tour
4ª tappa Holland Tour
6ª tappa Holland Tour
2ª tappa, 2ª semitappa Giro della Toscana-Memorial Fanini
4ª tappa Giro della Toscana-Memorial Fanini
- 2009 (Team Columbia-HTC Women, ventuno vittorie)

2ª tappa San Dimas Stage Race
3ª tappa San Dimas Stage Race
Classifica generale San Dimas Stage Race
1ª tappa Redlands Classic
2ª tappa Redlands Classic
Classifica generale Redlands Classic
Giro delle Fiandre
Drentse 8 van Dwingeloo
Ronde van Gelderland
4ª tappa Gracia-Orlová
1ª tappa Tour de l'Aude
3ª tappa Tour de l'Aude
9ª tappa Tour de l'Aude
Liberty Classic
Classifica generale Ster Zeeuwsche Eilanden
Campionati tedeschi, Gara in linea
4ª tappa Giro Donne
1ª tappa Route de France
3ª tappa Route de France
5ª tappa Holland Tour
5ª tappa Giro della Toscana-Memorial Fanini
- 2010 (Team HTC-Columbia Women, venti vittorie)

3ª tappa San Dimas Stage Race
Classifica generale San Dimas Stage Race
1ª tappa Redlands Classic
Classifica generale Redlands Classic
Drentse 8 van Dwingeloo
1ª tappa Tour of Chongming Island
3ª tappa Tour of Chongming Island
Classifica generale Tour of Chongming Island
Tour of Chongming Island World Cup
3ª tappa Tour de l'Aude
6ª tappa Tour de l'Aude
9ª tappa Tour de l'Aude
Liberty Classic
2ª tappa Giro del Trentino
1ª tappa Giro Donne
2ª tappa Giro Donne
3ª tappa Giro Donne
4ª tappa Giro Donne
2ª tappa Route de France
1ª tappa Holland Tour
- 2011 (HTC-Highroad, quattordici vittorie)

3ª tappa Tour of New Zealand
2ª tappa Energiewacht Tour
Ronde van Gelderland
2ª tappa Tour of Chongming Island
Classifica generale Tour of Chongming Island
Tour of Chongming Island World Cup
1ª tappa Giro del Trentino
Campionati tedeschi, Gara in linea
4ª tappa Giro Donne
10ª tappa Giro Donne (cronometro)
1ª tappa Thüringen Rundfahrt
1ª tappa Trophée d'Or
2ª tappa Giro della Toscana-Memorial Fanini
4ª tappa, 1ª semitappa Giro della Toscana-Memorial Fanini
- 2012 (Team Specialized-Lululemon, dodici vittorie)

3ª tappa San Dimas Stage Race
2ª tappa Energiewacht Tour
3ª tappa Energiewacht Tour
Classifica generale Energiewacht Tour
Grand Prix Cycliste de Gatineau
3ª tappa Exergy Tour
Liberty Classic
1ª tappa Iurreta-Emakumeen Bira (Matiena)
1ª tappa Thüringen Rundfahrt
2ª tappa Thüringen Rundfahrt
1ª tappa Holland Tour
5ª tappa Holland Tour

### Altri successi
- 1996

Flevotour
Berkel
- 1997

Berkel
Forst-Lausitz Chrono (Cronosquadre)
- 1998

Omloop van het Ronostrand
- 2002 (Saturn Cycling Team)

Athens
- 2003 (Saturn Cycling Team)

1ª tappa McLane Pacific Classic
4ª tappa Solano Bicycle Classic
- 2005 (T-Mobile Team Women)

1ª tappa McLane Pacific Classic
2ª tappa McLane Pacific Classic
Captech Classic Richmond
Bank of America Invitational
Manhattan Beach Grand Prix
2ª tappa Valley of the Sun Stage Race
3ª tappa Valley of the Sun Stage Race
- 2006 (T-Mobile Team Women)

Reading Classic
- 2007 (Team High Road Women)

Reading Classic
Wachovia Series Lancaster
- 2008 (Team High Road/Team Columbia)

Central Valley Classic - Fresno
Reading Classic
Classifica a punti Giro Donne
1ª tappa Giro della Toscana-Memorial Fanini (cronosquadre)
Commerce Bank Triple Crown
- 2009 (Team Columbia-HTC Women)

Merced Downtown Criterium
McLane Pacific Classic
- 2010 (Team HTC-Columbia Women)

1ª tappa Giro della Toscana-Memorial Fanini (Cronosquadre)
- 2011 (HTC-Highroad)

1ª tappa Thüringen Rundfahrt (cronosquadre)
2ª tappa Trophée d'Or (cronosquadre)
1ª tappa Giro della Toscana-Memorial Fanini (cronosquadre)
- 2012 (Team Specialized-Lululemon)

4ª tappa, 2ª semitappa Energiewacht Tour (cronosquadre)
Classifica a punti Energiewacht Tour
Classifica sprint Exergy Tour
Open de Suède Vargarda TTT
2ª tappa Holland Tour (cronosquadre)
Campionati del mondo, Cronosquadre

## Piazzamenti

### Competizioni mondiali
- Campionati del mondo

Agrigento 1994 - In linea Elite: 49ª
Copenaghen 2011 - Cronometro Elite: 11ª
Copenaghen 2011 - In linea Elite: 3ª
Limburgo 2012 - Cronosquadre: vincitrice
Limburgo 2012 - Cronometro Elite: 6ª
Limburgo 2012 - In linea Elite: 70ª
- Giochi olimpici

Sydney 2000 - In linea: ritirata
Londra 2012 - In linea: 4ª